# Pseudomiccolamia pulchra
Pseudomiccolamia pulchra là một loài bọ cánh cứng trong họ Cerambycidae.